# 65 Geminorum
65 Geminorum (b Geminorum) é uma estrela na direção da Gemini. Possui uma ascensão reta de 07h 29m 48.78s e uma declinação de +27° 54′ 58.3″. Sua magnitude aparente é igual a 5.01. Considerando sua distância de 383 anos-luz em relação à Terra, sua magnitude absoluta é igual a −0.34. Pertence à classe espectral K2III.